# Herb gminy Zatory
Herb gminy Zatory – jeden z symboli gminy Zatory, autorstwa Roberta Szydlika, ustanowiony 12 lipca 2016.

## Wygląd i symbolika
Herb przedstawia na tarczy w polu zielonym pastorał złoty między wycinanką ludową srebrną o rąbach pustych u dołu, zakończoną świerkami u góry, z dwiema kobietami trzymającymi kogutki w uniesionych rękach, po obu stronach pastorału.